# Het Lombardenhuys (Kapelstraat)

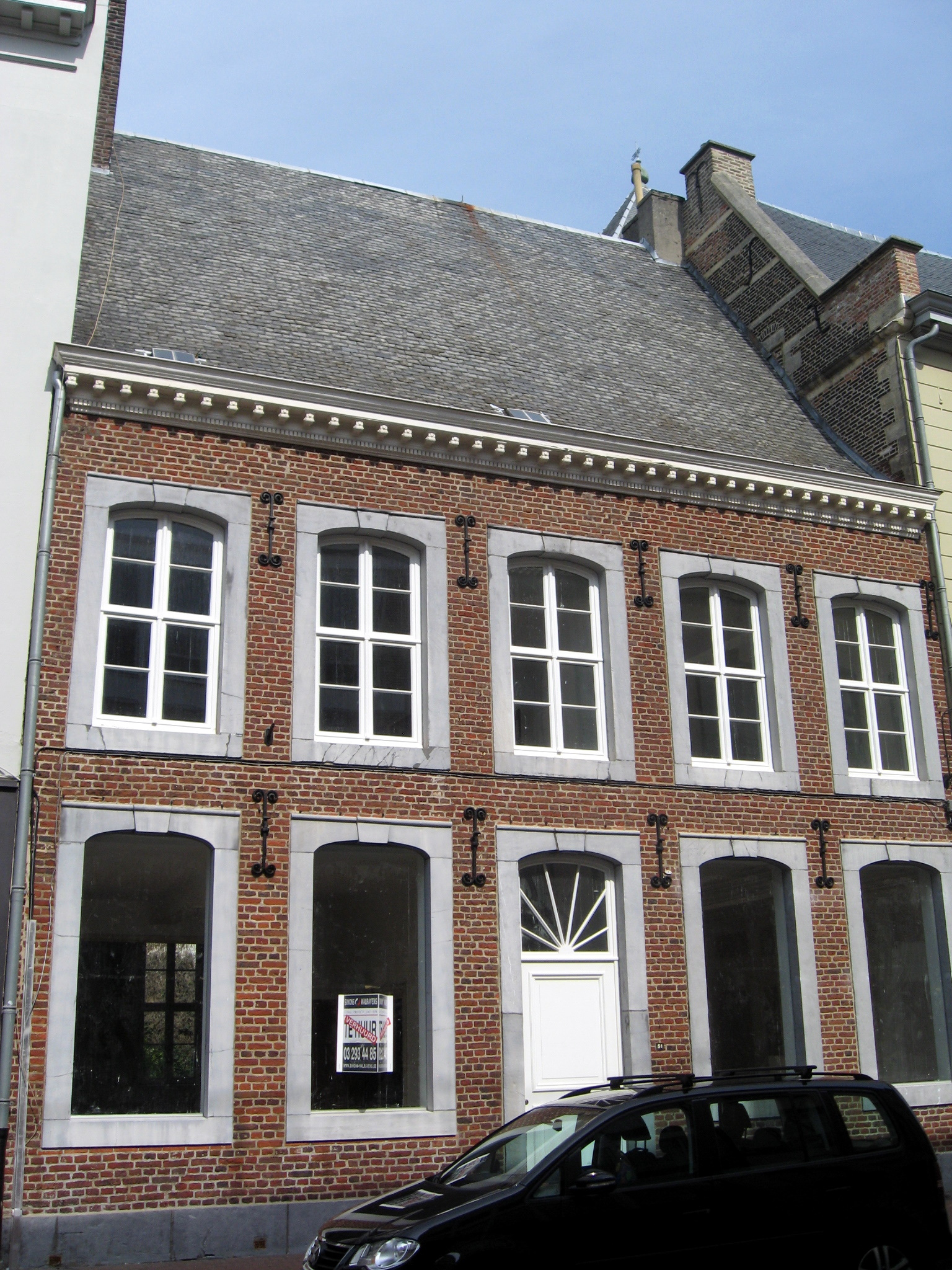
Lombardenhuys

Het Lombardenhuys is een huis aan de Kapelstraat 51 te Hasselt.

## Geschiedenis
In de 14e eeuw woonden hier de gebroeders Lombarden, mogelijk afkomstig uit Lombardije, die hier als geldschieter optraden. In 1758 kwam advocaat Hendrik Balthasar de Borman hier te wonen. Uit deze tijd stamt de huidige, in Maaslandse stijl opgetrokken, voorgevel. De kern van het gebouw is echter 17e-eeuws, wat blijkt uit de dakhelling en de muurankers. In 1980 werd het huis geklasseerd als monument.
Tot 2011 was het gebouw een woonhuis, daarna kwam er een winkel in.